# Henk Duut
Henk Duut (ur. 14 stycznia 1964) – holenderski piłkarz występujący na pozycji obrońcy.

## Kariera klubowa
Od 1982 do 1992 roku występował w klubach Feyenoord i Fortuna Sittard.